# Ternovka (Bélgorod)
|  | Per a altres significats, vegeu «Ternovka». |

Ternovka - Терновка (rus) - és un poble de l'óblast de Bélgorod, a Rússia. El 2010 tenia 1.340 habitants. Pertany al districte (raion) de Stroítel.